# Шойренская обсерватория
Шойренская обсерватория — астрономическая обсерватория, являющаяся загородной наблюдательной станцией Кёльнской гимназической обсерватории (Кёльн, Германия). Обсерватория располагается в 10 км северо-восточнее Кёльна. Зарегистрирована в Центре малых планет в 1994 году, когда ей был присвоен код № 072. Наблюдения активно публиковались в течение двух лет.